# Medan Merdeka
Medan Merdeka (Náměstí svobody) je náměstí v centru indonéského hlavního města Jakarty. S rozlohou okolo jednoho čtverečního kilometru patří k největším veřejným prostranstvím na světě.
Náměstí vzniklo počátkem 19. století za guvernéra Hermana Willema Daendelse, v období nizozemské nadvlády neslo název Koningsplein (Královo náměstí). Stávající podoba náměstí vznikla v letech 1961 až 1976, kdy byl v jeho středu vybudován Národní památník (Monas), zakončený 132 m vysokým obeliskem. V jeho okolí se nacházejí další sochy a hudební fontána. Náměstí je převážně porostlé trávníkem a je využíváno k rekreaci, konají se zde také různá shromáždění. V jihovýchodním rohu se nachází výběh jelenů. Na počátku 21. století bylo náměstí uzavřeno pro automobilovou dopravu a obehnáno plotem, u něhož mají vojenské kontroly zamezit vstupu nežádoucích osob.
Nachází se zde palác nezávislosti, který je oficiálním sídlem indonéské hlavy státu. Dalšími významnými budovami po obvodu náměstí jsou Indonéské národní muzeum, mešita Istiqlal, katedrála Nanebevzetí Panny Marie, generální ředitelství státní ropné společnosti Pertamina, sídlo indonéského rozhlasu, ústavní soud, generální štáb, velvyslanectví USA a různá ministerstva.

## Galerie

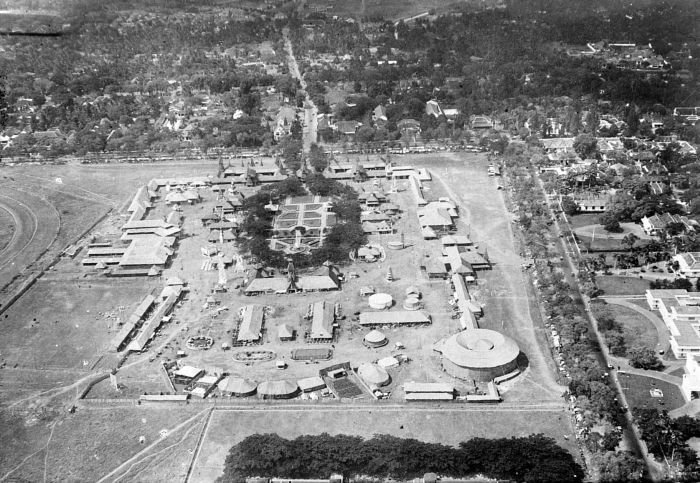
Veletrh Pasar Gambir v roce 1930
Mapa centra Jakarty
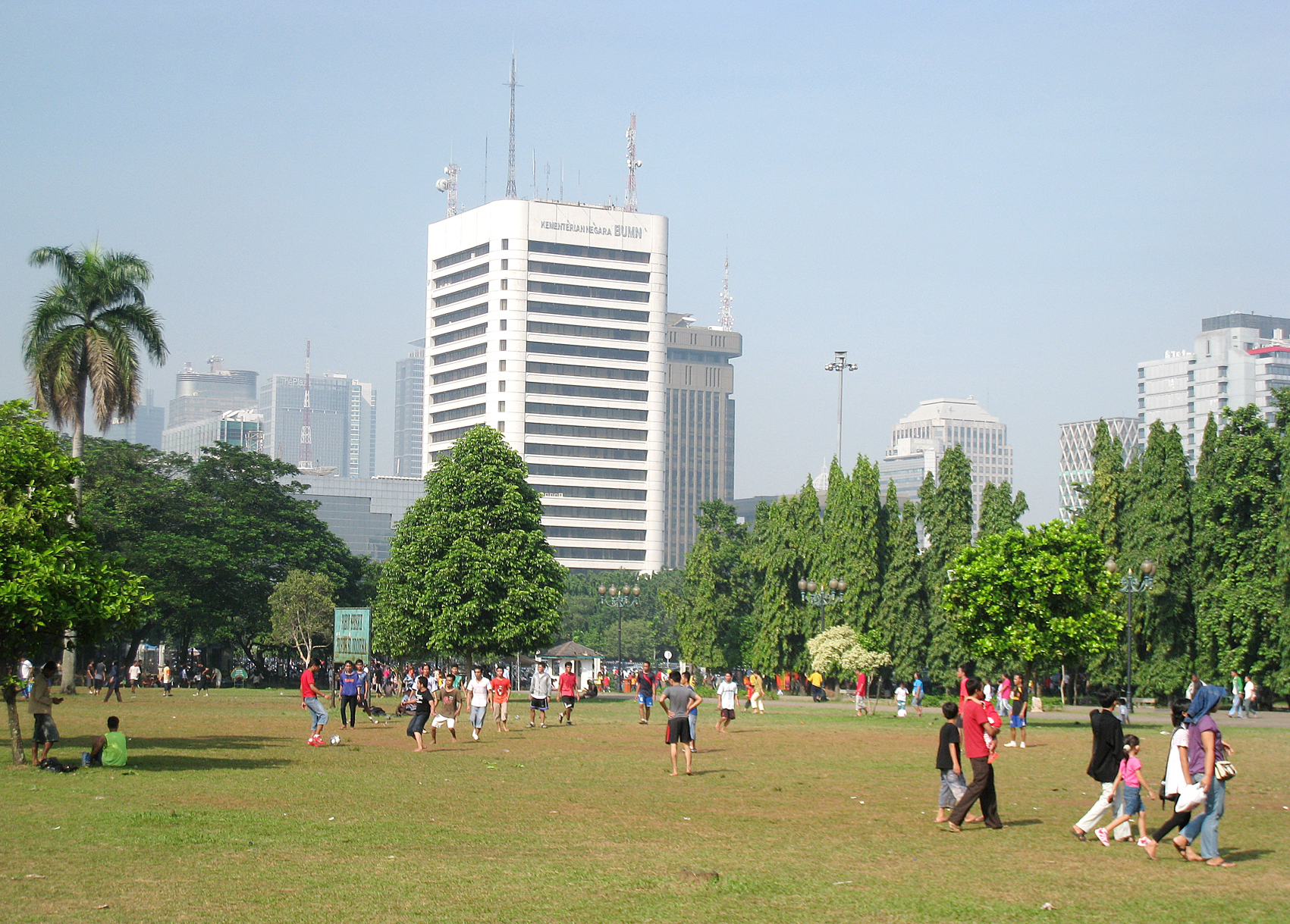
Fotbalisté na náměstí